# Yasmani Copello
Yasmani Copello Escobar (* 15. April 1987 in Havanna) ist ein türkischer Leichtathlet kubanischer Herkunft, der sich auf den 400-Meter-Hürdenlauf spezialisiert hat und seit 2014 für die Türkei startberechtigt ist. Er gewann 2016 eine Bronzemedaille bei den Olympischen Spielen in Rio de Janeiro und siegte im selben Jahr bei den Europameisterschaften in Amsterdam. Zudem gewann er je eine Silbermedaille bei Welt- und Europameisterschaften und zählt damit zu den erfolgreichsten türkischen Leichtathleten aller Zeiten.

## Sportliche Laufbahn
Erste internationale Erfahrungen sammelte Yasmani Copello im Jahr 2008, als er bei den Zentralamerika- und Karibikmeisterschaften (CAC) in Cali in 50,08 s die Silbermedaille im 400-Meter-Hürdenlauf hinter dem Jamaikaner Isa Phillips gewann und über 110 Meter Hürden mit 14,35 s im Vorlauf ausschied. Im selben Jahr siegte er mit der kubanischen 4-mal-400-Meter-Staffel in 3:03,22 min bei den Ibero-Amerikanischen Meisterschaften in Iquique. Im Jahr darauf belegte er bei den CAC-Meisterschaften in Havanna in 50,09 s den fünften Platz über 400 Meter Hürden und 2012 zog er in die Türkei, um dort bei Fenerbahçe SK zu trainieren. Seit dem 30. April 2014 ist er für die Türkei startberechtigt.
Im Juli 2014 gewann er für die Türkei bei den Balkan-Meisterschaften in Pitești in 50,62 s die Silbermedaille über 400 Meter Hürden hinter dem Serben Emir Bekrić und siegte mit der türkischen 4-mal-400-Meter-Staffel in 3:07,41 min. Im Jahr darauf siegte er bei den Balkan-Meisterschaften ebendort in 50,19 s über 400 Meter Hürden und verteidigte auch mit der Staffel in 3:06,55 min seinen Titel. Anschließend erreichte er bei den Weltmeisterschaften in Peking das Finale im Hürdenlauf und belegte dort in 48,96 s den sechsten Platz. 2016 siegte er in 48,79 s bei den Bislett Games in Oslo und siegte anschließend mit der Staffel in 3:04,21 min bei den Balkan-Meisterschaften in Pitești. Daraufhin siegte er in 48,98 s bei den Europameisterschaften in Amsterdam und verpasste mit der Staffel mit 3:04,65 min den Finaleinzug. Anschließend wurde er bei den Anniversary Games in London in 48,70 s Dritter und nahm dann an den Olympischen Sommerspielen in Rio de Janeiro teil und gelangte dort bis ins Finale, in dem er mit neuem Landesrekord von 47,92 s die Bronzemedaille hinter dem US-Amerikaner Kerron Clement und Boniface Tumuti aus Kenia. Im Jahr darauf wurde er bei den Bislett Games in 48,44 s Zweiter und gelangte kurz darauf beim Bauhaus-Galan in Stockholm in 49,18 s Dritter. Im Juli wurde er bei den Anniversary Games in 48,24 s Dritter und gewann dann im August bei den Weltmeisterschaften in London mit 48,49 s im Finale die Silbermedaille hinter dem Norweger Karsten Warholm. 2018 wurde er bei der Golden Gala Pietro Mennea in Rom in 48,63 s Dritter, wie auch bei den Bislett Games in 48,54 s. Ende Juni gewann er dann bei den Mittelmeerspielen in Tarragona in 48,76 s die Silbermedaille hinter dem Franzosen Ludvy Vaillant und belegte mit der Staffel in 3:05,28 min den vierten Platz. Anschließend sicherte er sich bei den Europameisterschaften in Berlin mit neuem Landesrekord von 47,81 s die Silbermedaille hinter dem Norweger Warholm. Ende August gelangte er bei Weltklasse Zürich mit 48,73 s auf Rang drei und wurde anschließend beim IAAF Continentalcup in Ostrava in 48,65 s Vierter.
2019 wurde er beim Prefontaine Classic in Stanford in 49,37 s Dritter und siegte dann in 49,08 s beim Müller Grand Prix Birmingham. Ende September erreichte er bei den Weltmeisterschaften in Doha erneut das Finale und klassierte sich dort mit 48,25 s auf dem sechsten Platz. 2021 siegte er in 49,21 s beim Ostrava Golden Spike und anschließend wurde er bei den Bislett Games in 48,86 s Dritter und gelangte beim Bauhaus-Galan in 48,19 s auf Rang zwei. Dann siegte er in 48,35 s beim Gyulai István Memorial und belegte anschließend bei den Olympischen Sommerspielen in Tokio mit 47,81 s im Finale den sechsten Platz. Anfang September wurde er beim Memorial Van Damme in Brüssel in 48,45 s Dritter. Im Jahr darauf siegte er mit neuem Spielerekord von 48,27 s bei den Mittelmeerspielen in Oran und gewann mit der Staffel in 3:04,55 min die Bronzemedaille hinter den Teams aus Algerien und Italien. Anschließend schied er bei den Weltmeisterschaften in Eugene mit 51,49 s im Halbfinale aus und gewann dann bei den Islamic Solidarity Games in Konya in 48,86 s die Silbermedaille hinter dem Katari Bassem Hemeida. Daraufhin gewann er bei den Europameisterschaften in München in 48,78 s die Bronzemedaille hinter dem Norweger Karsten Warholm und Wilfried Happio aus Frankreich. 2023 siegte er in 48,71 s bei den Balkan-Meisterschaften in Kraljevo und anschließend schied er bei den Weltmeisterschaften in Budapest mit 48,83 s im Semifinale aus. Bei den World Athletics Relays 2024 in Nassau wurde er in 3:06,35 min Siebter im C-Lauf der 2. Qualifikationsrunde über 4-mal 400 Meter für die Olympischen Spiele. Im Juni schied er bei den Europameisterschaften in Rom mit 50,57 s im Semifinale aus. Anschließend kam er bei den Olympischen Sommerspielen in Paris nicht über die erste Runde hinaus.
In den Jahren 2014 und 2015 wurde Copello türkischer Meister im 400-Meter-Hürdenlauf.

## Persönliche Bestleistungen
- 110 m Hürden: 14,35 s (+1,9 m/s), 5. Juli 2008 in Cali
- 400 m Hürden: 47,81 s, 9. August 2018 in Berlin (türkischer Rekord)